# World library of folk and primitive music, vol. 1: England
World library of folk and primitive music, vol. 1: England es un recopilatorio de las grabaciones realizadas por Alan Lomax entre los años treinta y cincuenta en Inglaterra y relanzado como recopilatorio en 1998, con otros dedicados a los distintos países visitados por Lomax y donde hizo grabaciones de música tradicional y folk, de la serie World library of folk and primitive music, editado en los años cincuenta por Columbia.

## Listado de canciones
1. Haul on the Bowline. Stanley Slade
2. A-Roving. Stanley Slade
3. Earsdon Sword Dancers. Royal Earsdon Team, Jimmy McKay,
4. My Bonny Lad. Isla Cameron
5. The Contended Country Lad. Jim Copper, Bob Copper
6. The Turmont Hoer's Song. Fred Perrier
7. Up the Sides and Down the Middle. Bert Pidgeon, Alfie Tuck
8. The Threshing Machine. Jim Copper
9. Quarrymen's Chant and Song. Tom Tewkesbury
10. The Four Loom Weaver. Ewan MacColl
11. Fourpence a Day. Ewan MacColl
12. The Rigs of the Time. 'Charger' Salmons
13. The Redesdale Hornpipe. Jack Armstrong
14. Corn Rigs. Jack Armstrong's Barnstormer's Band
15. The Wassail Song. Phil Tanner
16. The Symondsbury & Eype Mummer's Play
17. The Padstow May Songs & Hobby Horse Music
18. The Seven Step Polka. Haymakers Village Barn Dance Band
19. Brigg Fair. Isla Cameron
20. The Sweet Primroses. Phil Tanner
21. Died for Love. Isla Cameron
22. Country Gardens. William Kimber
23. Polly Vaughan. AL. Lloyd
24. Singing Games and Rhymes
25. The Prickle Holly Bush. Walter Lucas
26. Richard of Taunton Dean. Rumble, Mrs. (Aunt Fanny)
27. The Mallard. Bunny Palmer
28. The False Hearted Knight. Jumbo Brightwell
29. Old Daddy Fox. Cyril Biddick
30. The Gower Reel. Phil Tanner